# Šipky

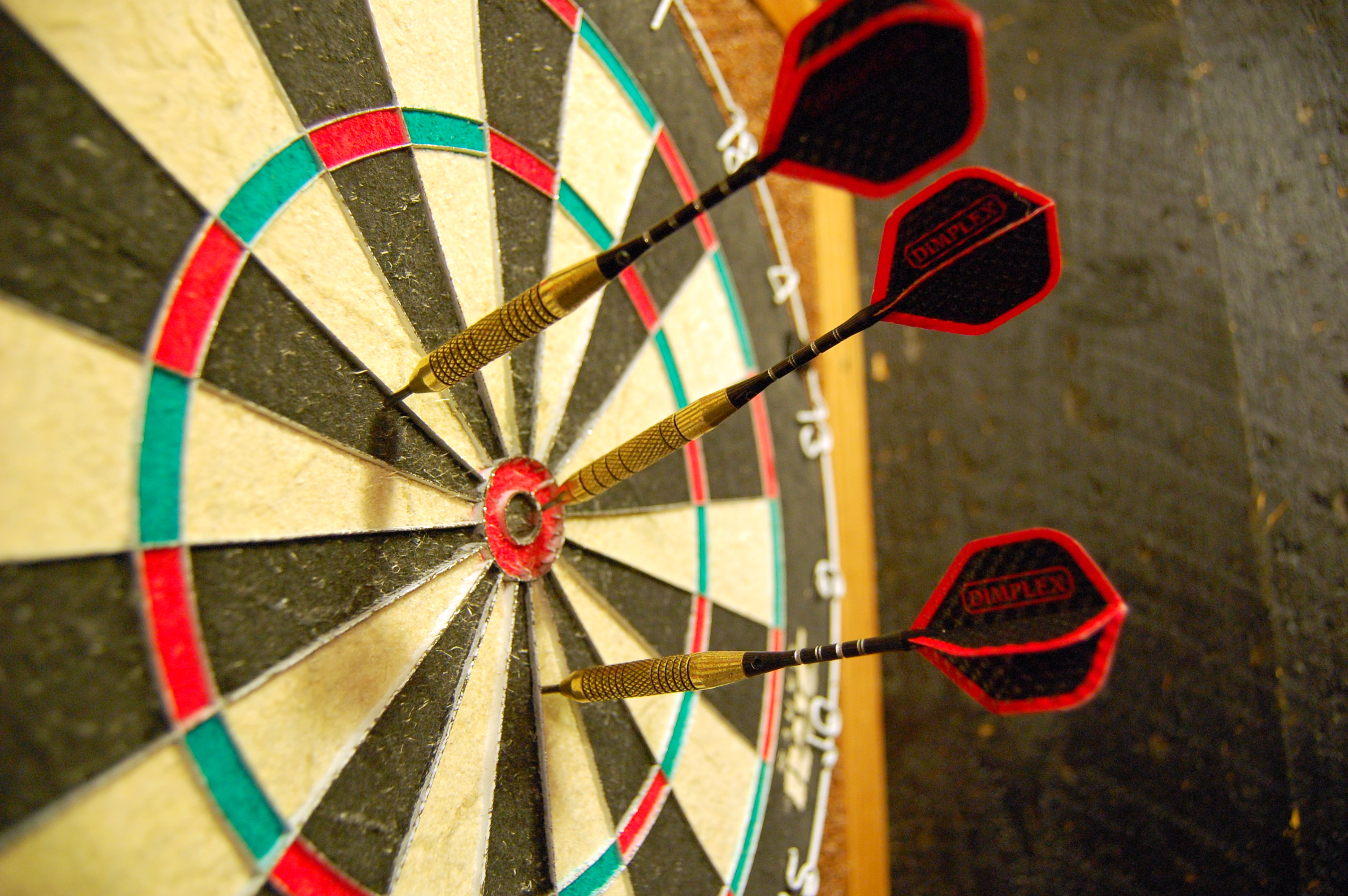
Šipky v terči

Šipky jsou zároveň sport, sportovní náčiní, ale i volnočasová hra, při které se házejí šipky na terč. Šipky patří do kategorie přesnostních sportů (dále např. curling, lukostřelba, kulečník, pétanque).
V šipkách existuje více variant her, nejznámější a nejvíce hrané jsou 501 (301, 701 a další odvozené varianty), Cricket a High Score.
Při každé hře se hráči (2 a více) střídají u terče v tzv. kolech, a odhazují své 3 šipky, dokud některý z hráčů nesplní podmínky hry a nevyhraje. Jedné hře se říká též „leg“ (termíny používané v šipkovém sportu jsou i v Česku často přejaté z angličtiny). Utkání se skládá z předem určeného počtu legů nebo setů (skládajících se z legů).

## Steel versus Soft
Základním rozdělením šipek na dvě disciplíny (nebo varianty) jsou hroty. Podle tvrdosti hrotu a druhu terče, na který se hází, se šipkový sport dělí na tzv. Softy a Steely.
- Ocelové (steelové) hroty se používají v klasické variantě šipek, při které se hází na sisalový terč.
- Plastové (softové) hroty se používají v elektronické (moderní) variantě. Šipky se hází na plastové části (segmenty s dírkami) terče, většinou vybaveného automatickým počítadlem, na které se dá nastavit druh hry, celkové skóre, počet hráčů atd.

## Složení šipky
Každá ze tří šipek, které má hráč k dispozici, se skládá z hrotu, tělíčka, násadky a letky. Části šipky se do sebe zašroubovávají, letka se do násadky zasouvá. Částí šipky mohou také být gumové kroužky, zamezující rozšroubování, nebo pérka bránící vypadnutí letky.

### Hroty

#### Ocelové
Mají podobný tvar a různé délky. Většinou jsou vyrobeny jako vyměnitelné části šipky z mosazi nebo hliníku a se čtvrtinovým závitem. Samotný hrot je ovšem z ušlechtilé ocele, s kuželovým ostřím pro lepší vnikání do tělesa sisalového terče. Šipky určené pro hru pouze na klasickém sisalovém terči, mají ocelový hrot neodnímatelný (pevně zalisovaný v tělese šipky). Ocelové (steelové) hroty nejsou povoleny pro hru na elektronických šipkových přístrojích.

#### Plastové

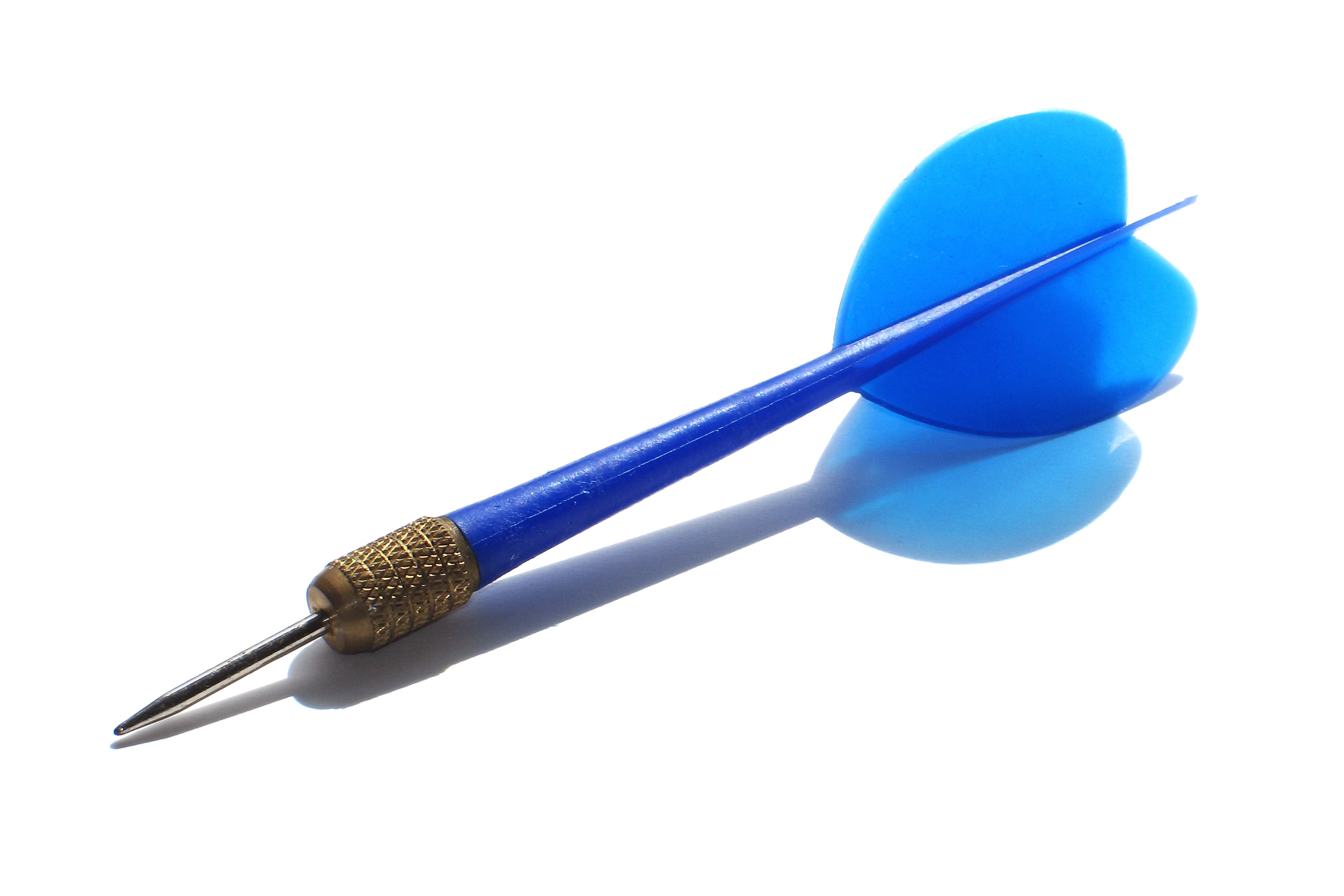
Plastová šipka

Tvar hrotu je proměnlivý podle délky. Délky hrotů jsou jednotné pro každého výrobce (13, 24, 25 a 26mm).
Plastové hroty mohou být buď běžného typu a nebo tzv. tuflex (vyztužené). Hroty typu tuflex jsou cenově o něco dražší, ale mají řadu výhod (méně se lámou, jsou těžko ohnutelné a mají delší životnost). Všechny plastové hroty jsou opatřeny 2BA závitem, vyrábějí se ve velké barevné škále. Nejsou vhodné pro hru na klasických sisalových terčích.

### Tělíčka
Kovové části, za které se šipky drží, na každé straně jsou dva závity pro hroty a násadky. Dle tvaru tělíčka je umístěno těžiště: barrel – těžiště je uprostřed, torpédo – těžiště je vepředu, straight – těžiště je rozloženo po celé délce.
Tělíčka jsou nejčastěji vyráběna z mosazi, chromu nebo wolframu.

### Násadky
Kovové nebo plastové, na jedné straně závit, na druhé křížové rozříznutí pro letky

### Letky
Různé tvary, vyrábějí se z lehkých plastových fólií, nylonu, polyesteru.

## Bodování

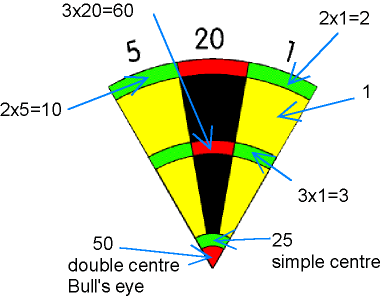
Počítání v šipkách

Oba soupeřící šipkaři vycházejí ze stejné zahajovací pozice, rovné celkových 501 bodů. Šipkaři se spolu pravidelně střídají po třech pokusech (pozn.: vypadne-li šipka z terče u softové varianty, platí pokus jako by byl již v terči, při steelové se musí šipka hrotem dotýkat terče) v každém kole, dosažené body se mu z celkových 501 bodů odečítají, a to tak dlouho, dokud některý z nich tzv. nezavře, tzn. že dosáhne vítězné hodnoty rovné 0. Dosažené body odráží náročnost hozeného pole odshora dolů. Každé pole má na terči jinou hodnotu, profesionální hráči proto musejí při hře neustále počítat, dopředu matematicky kalkulovat a vytvářet si tak co nejvhodnější podmínky pro rychle uzavření.
Cílem šipkaře je co nejrychleji a co za nejkratší dobu tzv. zavřít. Např. hodí-li na tři po sobě jdoucí šipky 3× tzv. triple o hodnotě pole 20 = tzn. 3 × 20 × 3 = 180 celkových bodů, zbývá mu pak již na dosažení vítězství 501 − 180 = 321). Hodíte-li 180, hodili jste největší možno hozené číslo, které v šipkách existuje.
a) tzv. Single = hozená hodnota v největším nejširším poli (× 1);

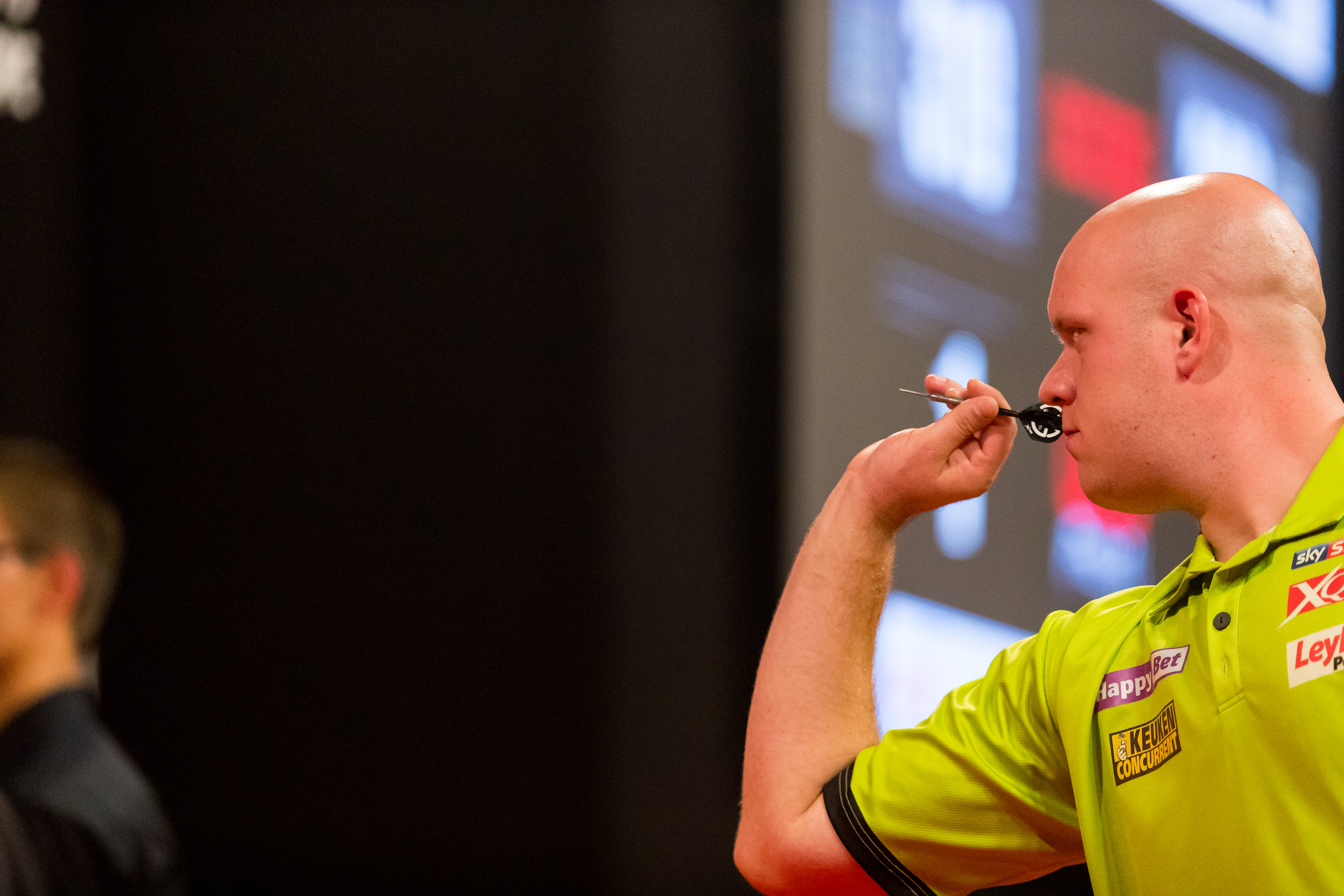
Michael van Gerwen, několikanásobný mistr světa

b) tzv. Double = hozená hodnota v nejvyšším úzkém poli (× 2);
c) tzv. Triple = hozená hodnota v prostředním úzkém poli (× 3) 

## Nejdůležitější svazy

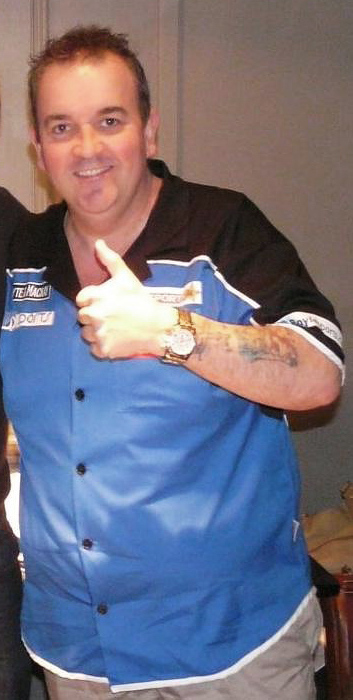
Phil Taylor, šestnáctinásobný mistr světa v šipkách

Stejně jako v některých jiných sportech (např. box, šachy) existuje i v šipkách více svazů na české i světové úrovni.

### České a Slovenské svazy
Uvedeny svazy s celorepublikovou působností:
- UŠO – Unie šipkových organizací (softy v Česku)
- ČŠO – Česká šipková organizace (steely v Česku)
- SŠF – Slovenská šípkarská federácia (softy i steely na Slovensku)

### Světové a Evropské svazy
- PDC – Professional Darts Corporation (steely, nejlepší profesionálové světa)
- WDF – World Darts Federation (steely ve světě, členem i ČŠO)
- EDU – European Dart Union (softy v Evropě, členem i UŠO)

#### Svazy
- Oficiální web UŠO (Unie šipkových organizací)
- Oficiální web ČŠO (Česká šipková organizace)
- Oficiální web SŠF (Slovenská šípkarská federácia)
- Oficiální web PDC (Professional Darts Corporation)
- Oficiální web WDF (World Darts Federation)
- Oficiální web EDU (European Dart Union)